# Distrito electoral federal 25 de la Ciudad de México
El XXV Distrito Electoral Federal de Ciudad de México fue un antiguo distrito de Ciudad de México que existió entre 1973 y 2017. Fue suprimido durante el proceso de distritación de 2017 por criterios demográficos.

## Distritaciones anteriores

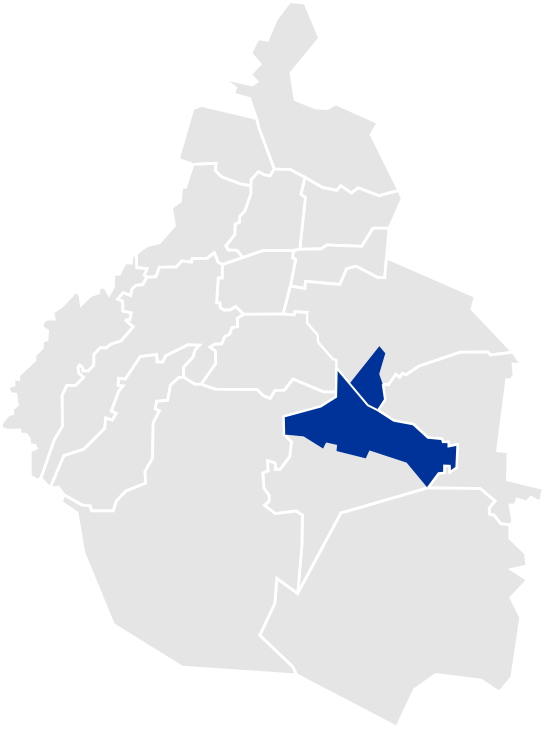
Ubicación del XXV Distrito entre 2005 y 2017

### Distritación 1978 - 1996
Con la distritación de marzo de 1978, el XXV Distrito se ubicó dentro del territorio de la delegación Gustavo A. Madero.

### Distritación 1996 - 2005
De 1996 a 2005 está formado únicamente por el sector que actualmente cubre de la delegación Iztapalapa, pero de una forma más amplia, abarcando otros sectores no incluidos actualmente.

### Distritación 2005 - 2017
De 2005 a 2017 estuvo constituido por la mitad norte de la Delegación Xochimilco y un sector de la de Iztapalapa, que abarca entre otros sectores, a San Lorenzo Tezonco.

## Diputados por el distrito
| Diputado                        | Grupo parlamentario | Legislatura | Periodo     |
| ------------------------------- | ------------------- | ----------- | ----------- |
| Luis Adolfo Santibáñez Belmont  |                     | XLIX        | 1973 - 1976 |
| Celia Torres de Sánchez         |                     | L           | 1976 - 1979 |
| María Eugenia Moreno Gómez      |                     | LI          | 1979 - 1982 |
| Jesús Salazar Toledano          |                     | LII         | 1982 - 1985 |
| Santiago Oñate Laborde          |                     | LIII        | 1985 - 1988 |
| Demetrio Sodi de la Tijera      |                     | LIV         | 1988 - 1991 |
| Alberto Nava Salgado            |                     | LV          | 1991 - 1994 |
| Pascual Juárez Santiago         |                     | LVI         | 1994 - 1997 |
| Rosalío Hernández Beltrán       |                     | LVII        | 1997 - 2000 |
| Víctor Hugo Círigo Vázquez      |                     | LVIII       | 2000 - 2002 |
| María Magdalena García González | 2002 - 2003         | LVIII       |             |
| Clara Marina Brugada Molina     |                     | LIX         | 2003 - 2006 |
| Miguel Ángel Solares Chávez     |                     | LX          | 2006 - 2009 |
| Luis Felipe Eguia Pérez         |                     | LXI         | 2009 - 2012 |
| María de Lourdes Amaya Reyes    |                     | LXII        | 2012 - 2015 |
| Renato Jobafat Molina Arias     |                     | LXIII       | 2015 - 2018 |

## Resultados electorales

### 2009
|  | 12.77 % |

|  | 12.51 % |

|  | 28.74 % |

|  | 9.73 % |

|  | 18.65 % |

|  | 4.07 % |

|  | 3.09 % |

|  | 0.32 % |

|  | 10.13 % |

|  | 100.00 % |

### 2006
|  | 17.60 % |

|  | 9.94 % |

|  | 60.06 % |

|  | 5.69 % |

|  | 4.37 % |

|  | 2.11 % |

|  | 100.00 % |